# قصر أولاد بوجليدة
قصر أولاد بوجليدة هو واحد من القصور التونسية الجميلة التي تقع في ولاية تطاوين، وتحديدًا في معتمدية تطاوين الجنوبية. يُسمى أيضًا قصر ويستي أو قصر الروستي، كما يُشار إليه أحيانًا بقصر عبد الله أو قصر الوسطاني. يتميز هذا القصر بتصميمه المعماري الفريد الذي يعكس التراث الامازيغي التونسي التقليدي في المنطقة.

## موقع
القصر يشكل مجموعة تعرف باسم "قصور جليدت"، ويشترك في ذلك مع جيرانه قصر أولاد عبد الواحد وقصر أولاد محمّد. يتشارك هؤلاء القصور في خصائص مشتركة مثل تاريخ التأسيس والخطة المعمارية المدمجة التي تحتوي على مدخل مغطى أو "سقيفة". تقع هذه القصور جميعها على تلة عند سفح منحدرات جبل الأبيض (جبل الأبيض).

## تاريخ
إذا كان كمال العروسي يقدر تأسيس قصر أولاد بوجليدة في القرن الثامن عشر، فإن عبدالصمد زايد يعطي سنة 1303 هجريًا، أي 1886 ميلاديًا، كتاريخ لتأسيسه.

## تركيبة المبنى
القصر ذو شكل مربع تقريبًا (بحوالي 75 مترًا على كل جانب)، ويضم 119 غرفة (غرفة تخزين) بدون أبواب، موزعة على طابقين باستثناء بعض الجوانب النادرة  تحنوي اكثر من طابقين. توجد صهريج مياه (ماجل) في وسط الفناء.
تم هجر في السبعينات القرن الماضي، ثم تم ترميمه في عام 2007 بفضل تمويل من المعهد الوطني للتراث. وقد تم نصنفه ضمن قائمة المعالم الاثرية المصنفة ومحمية في جانفي 2024.

## فهرس
- Hédi Ben Ouezdou (2001). Découvrir la Tunisie du Sud, de Matmata à Tataouine (بالفرنسية). Tunis: Hédi Ben Ouezdou. p. 78. ISBN:978-9-973-31853-4..
- André Louis (1975). Tunisie du sud (بالفرنسية). Paris: Éditions du Centre national de la recherche scientifique. p. 370. ISBN:978-2-222-01642-7..
- Herbert Popp; Abdelfettah Kassah (2010). Les ksour du Sud tunisien (بالفرنسية). Bayreuth: Naturwissenschaftliche Gesellschaft Bayreuth. p. 400. ISBN:978-3-939-14604-9..